# Зеленият стършел
„Зеленият стършел“ (на английски: The Green Hornet) е американски супергеройски филм от 2011 г. базиран на едноименния герой от Джордж Трендъл и Фран Стрикър, който възниква в радиопрограма от 30-те години на миналия век и се появява във филмови сериали, телевизионни сериали, комикси и други медии. Режисиран от Мишел Гондри, по сценарий на Сет Роугън и Евън Голдбърг, във филма участват Роугън в заглавната си роля, Джей Чу, Кристоф Валц, Едуард Джеймс Олмос, Дейвид Харбър, Том Уилкинсън и Камерън Диас.
Премиерата на филма е в Северна Америка на 14 януари 2011 г. от „Кълъмбия Пикчърс“.

## Актьорски състав
| Актьор                                   | Роля                                    |
| ---------------------------------------- | --------------------------------------- |
| Сет Роугън                               | Брит Рийд / Зеленият стършел            |
| Джей Чу                                  | Като                                    |
| Камерън Диас                             | Ленор Кейс                              |
| Том Уилкинсън                            | Джеймс Рийд                             |
| Кристоф Валц                             | Бенджамин Чуднофски                     |
| Дейвид Харбър                            | Франк Сканлън                           |
| Едуард Джеймс Олмос                      | Майк Аксфорд                            |
| Джейми Харис                             | Попай                                   |
| Чад Колман                               | Чили                                    |
| Едуард Фърлонг                           | Тупър                                   |
| Джеймс Франко (не е посочен в надписите) | Дани „Кристал“ Клиър, враг на Чуднофски |

## В България
В България филмът е пуснат по кината на същата дата от „Александра Филмс“.
На 24 октомври 2011 г. е издаден на DVD от „Съни Филм Видео Ентъртейнмънт“.